# Azadlıq prospekti (métro de Bakou)
Azadlıq prospekti est une station de métro azerbaïdjanaise de la ligne 2 du métro de Bakou, située avenue Huseyn Javid, district Yasamal de la ville de Bakou.
Mise en service en 2009, elle est desservie par la ligne 2.

## Situation sur le réseau
Établie en souterrain, la station Azadlıq prospekti est située sur la ligne 2 du métro de Bakou, entre les stations Nəsimi, en direction de Xətai, et Dərnəgül, terminus de la ligne.

## Histoire
La station Azadlıq prospekti est mise en service le 30 décembre 2009.